# نيك بيرس
نيك بيرس (بالإنجليزية: Nick Pearce)‏ هو لاعب سنوكر بريطاني، ولد في 25 يناير 1967.

## روابط خارجية
- نيك بيرس على موقع CueTracker.net (الإنجليزية)